# Neorosacea flaccida
Neorosacea flaccida är en nässeldjursart som först beskrevs av Biggs, Pugh och Carré 1978.  Neorosacea flaccida ingår i släktet Neorosacea och familjen Prayidae. Inga underarter finns listade i Catalogue of Life.